# 朗德希爾村 (內華達州)
朗德希爾村（英語：Round Hill Village）是位於美國內華達州道格拉斯縣的普查規定居民點。

## 人口
根據2020年美國人口普查的數據，朗德希爾村的面積為15.34平方千米，當中陸地面積為15.01平方千米，而水域面積為0.33平方千米。當地共有人口898人，而人口密度為每平方千米58.54人。